# Unicodeblock Linear A
Der Unicodeblock Linear A (U+10600 bis U+1077F) enthält die Schriftzeichen der bisher nicht entzifferten Linearschrift A, die von der minoischen Kultur auf der Insel Kreta verwendet wurde. Die Kodierung in Unicode basiert dabei auf der von Louis Godart und Jean-Pierre Olivier veröffentlichten Gorila-Liste, auf die sich bisher alle Entzifferungsversuche stützen.

## Liste
Alle Zeichen haben die Kategorie "Anderer Buchstabe" und die bidirektionale Klasse "Links nach rechts".
| Unicodenummer   | Zeichen (400 %) | Offizielle Bezeichnung   | Beschreibung                       |
| --------------- | --------------- | ------------------------ | ---------------------------------- |
| U+10600 (67072) | 𐘀               | LINEAR A SIGN AB001      | Linear-A-Schriftzeichen AB001      |
| U+10601 (67073) | 𐘁               | LINEAR A SIGN AB002      | Linear-A-Schriftzeichen AB002      |
| U+10602 (67074) | 𐘂               | LINEAR A SIGN AB003      | Linear-A-Schriftzeichen AB003      |
| U+10603 (67075) | 𐘃               | LINEAR A SIGN AB004      | Linear-A-Schriftzeichen AB004      |
| U+10604 (67076) | 𐘄               | LINEAR A SIGN AB005      | Linear-A-Schriftzeichen AB005      |
| U+10605 (67077) | 𐘅               | LINEAR A SIGN AB006      | Linear-A-Schriftzeichen AB006      |
| U+10606 (67078) | 𐘆               | LINEAR A SIGN AB007      | Linear-A-Schriftzeichen AB007      |
| U+10607 (67079) | 𐘇               | LINEAR A SIGN AB008      | Linear-A-Schriftzeichen AB008      |
| U+10608 (67080) | 𐘈               | LINEAR A SIGN AB009      | Linear-A-Schriftzeichen AB009      |
| U+10609 (67081) | 𐘉               | LINEAR A SIGN AB010      | Linear-A-Schriftzeichen AB010      |
| U+1060A (67082) | 𐘊               | LINEAR A SIGN AB011      | Linear-A-Schriftzeichen AB011      |
| U+1060B (67083) | 𐘋               | LINEAR A SIGN AB013      | Linear-A-Schriftzeichen AB013      |
| U+1060C (67084) | 𐘌               | LINEAR A SIGN AB016      | Linear-A-Schriftzeichen AB016      |
| U+1060D (67085) | 𐘍               | LINEAR A SIGN AB017      | Linear-A-Schriftzeichen AB017      |
| U+1060E (67086) | 𐘎               | LINEAR A SIGN AB020      | Linear-A-Schriftzeichen AB020      |
| U+1060F (67087) | 𐘏               | LINEAR A SIGN AB021      | Linear-A-Schriftzeichen AB021      |
| U+10610 (67088) | 𐘐               | LINEAR A SIGN AB021F     | Linear-A-Schriftzeichen AB021F     |
| U+10611 (67089) | 𐘑               | LINEAR A SIGN AB021M     | Linear-A-Schriftzeichen AB021M     |
| U+10612 (67090) | 𐘒               | LINEAR A SIGN AB022      | Linear-A-Schriftzeichen AB022      |
| U+10613 (67091) | 𐘓               | LINEAR A SIGN AB022F     | Linear-A-Schriftzeichen AB022F     |
| U+10614 (67092) | 𐘔               | LINEAR A SIGN AB022M     | Linear-A-Schriftzeichen AB022M     |
| U+10615 (67093) | 𐘕               | LINEAR A SIGN AB023      | Linear-A-Schriftzeichen AB023      |
| U+10616 (67094) | 𐘖               | LINEAR A SIGN AB023M     | Linear-A-Schriftzeichen AB023M     |
| U+10617 (67095) | 𐘗               | LINEAR A SIGN AB024      | Linear-A-Schriftzeichen AB024      |
| U+10618 (67096) | 𐘘               | LINEAR A SIGN AB026      | Linear-A-Schriftzeichen AB026      |
| U+10619 (67097) | 𐘙               | LINEAR A SIGN AB027      | Linear-A-Schriftzeichen AB027      |
| U+1061A (67098) | 𐘚               | LINEAR A SIGN AB028      | Linear-A-Schriftzeichen AB028      |
| U+1061B (67099) | 𐘛               | LINEAR A SIGN A028B      | Linear-A-Schriftzeichen A028B      |
| U+1061C (67100) | 𐘜               | LINEAR A SIGN AB029      | Linear-A-Schriftzeichen AB029      |
| U+1061D (67101) | 𐘝               | LINEAR A SIGN AB030      | Linear-A-Schriftzeichen AB030      |
| U+1061E (67102) | 𐘞               | LINEAR A SIGN AB031      | Linear-A-Schriftzeichen AB031      |
| U+1061F (67103) | 𐘟               | LINEAR A SIGN AB034      | Linear-A-Schriftzeichen AB034      |
| U+10620 (67104) | 𐘠               | LINEAR A SIGN AB037      | Linear-A-Schriftzeichen AB037      |
| U+10621 (67105) | 𐘡               | LINEAR A SIGN AB038      | Linear-A-Schriftzeichen AB038      |
| U+10622 (67106) | 𐘢               | LINEAR A SIGN AB039      | Linear-A-Schriftzeichen AB039      |
| U+10623 (67107) | 𐘣               | LINEAR A SIGN AB040      | Linear-A-Schriftzeichen AB040      |
| U+10624 (67108) | 𐘤               | LINEAR A SIGN AB041      | Linear-A-Schriftzeichen AB041      |
| U+10625 (67109) | 𐘥               | LINEAR A SIGN AB044      | Linear-A-Schriftzeichen AB044      |
| U+10626 (67110) | 𐘦               | LINEAR A SIGN AB045      | Linear-A-Schriftzeichen AB045      |
| U+10627 (67111) | 𐘧               | LINEAR A SIGN AB046      | Linear-A-Schriftzeichen AB046      |
| U+10628 (67112) | 𐘨               | LINEAR A SIGN AB047      | Linear-A-Schriftzeichen AB047      |
| U+10629 (67113) | 𐘩               | LINEAR A SIGN AB048      | Linear-A-Schriftzeichen AB048      |
| U+1062A (67114) | 𐘪               | LINEAR A SIGN AB049      | Linear-A-Schriftzeichen AB049      |
| U+1062B (67115) | 𐘫               | LINEAR A SIGN AB050      | Linear-A-Schriftzeichen AB050      |
| U+1062C (67116) | 𐘬               | LINEAR A SIGN AB051      | Linear-A-Schriftzeichen AB051      |
| U+1062D (67117) | 𐘭               | LINEAR A SIGN AB053      | Linear-A-Schriftzeichen AB053      |
| U+1062E (67118) | 𐘮               | LINEAR A SIGN AB054      | Linear-A-Schriftzeichen AB054      |
| U+1062F (67119) | 𐘯               | LINEAR A SIGN AB055      | Linear-A-Schriftzeichen AB055      |
| U+10630 (67120) | 𐘰               | LINEAR A SIGN AB056      | Linear-A-Schriftzeichen AB056      |
| U+10631 (67121) | 𐘱               | LINEAR A SIGN AB057      | Linear-A-Schriftzeichen AB057      |
| U+10632 (67122) | 𐘲               | LINEAR A SIGN AB058      | Linear-A-Schriftzeichen AB058      |
| U+10633 (67123) | 𐘳               | LINEAR A SIGN AB059      | Linear-A-Schriftzeichen AB059      |
| U+10634 (67124) | 𐘴               | LINEAR A SIGN AB060      | Linear-A-Schriftzeichen AB060      |
| U+10635 (67125) | 𐘵               | LINEAR A SIGN AB061      | Linear-A-Schriftzeichen AB061      |
| U+10636 (67126) | 𐘶               | LINEAR A SIGN AB065      | Linear-A-Schriftzeichen AB065      |
| U+10637 (67127) | 𐘷               | LINEAR A SIGN AB066      | Linear-A-Schriftzeichen AB066      |
| U+10638 (67128) | 𐘸               | LINEAR A SIGN AB067      | Linear-A-Schriftzeichen AB067      |
| U+10639 (67129) | 𐘹               | LINEAR A SIGN AB069      | Linear-A-Schriftzeichen AB069      |
| U+1063A (67130) | 𐘺               | LINEAR A SIGN AB070      | Linear-A-Schriftzeichen AB070      |
| U+1063B (67131) | 𐘻               | LINEAR A SIGN AB073      | Linear-A-Schriftzeichen AB073      |
| U+1063C (67132) | 𐘼               | LINEAR A SIGN AB074      | Linear-A-Schriftzeichen AB074      |
| U+1063D (67133) | 𐘽               | LINEAR A SIGN AB076      | Linear-A-Schriftzeichen AB076      |
| U+1063E (67134) | 𐘾               | LINEAR A SIGN AB077      | Linear-A-Schriftzeichen AB077      |
| U+1063F (67135) | 𐘿               | LINEAR A SIGN AB078      | Linear-A-Schriftzeichen AB078      |
| U+10640 (67136) | 𐙀               | LINEAR A SIGN AB079      | Linear-A-Schriftzeichen AB079      |
| U+10641 (67137) | 𐙁               | LINEAR A SIGN AB080      | Linear-A-Schriftzeichen AB080      |
| U+10642 (67138) | 𐙂               | LINEAR A SIGN AB081      | Linear-A-Schriftzeichen AB081      |
| U+10643 (67139) | 𐙃               | LINEAR A SIGN AB082      | Linear-A-Schriftzeichen AB082      |
| U+10644 (67140) | 𐙄               | LINEAR A SIGN AB085      | Linear-A-Schriftzeichen AB085      |
| U+10645 (67141) | 𐙅               | LINEAR A SIGN AB086      | Linear-A-Schriftzeichen AB086      |
| U+10646 (67142) | 𐙆               | LINEAR A SIGN AB087      | Linear-A-Schriftzeichen AB087      |
| U+10647 (67143) | 𐙇               | LINEAR A SIGN A100-102   | Linear-A-Schriftzeichen A100-102   |
| U+10648 (67144) | 𐙈               | LINEAR A SIGN AB118      | Linear-A-Schriftzeichen AB118      |
| U+10649 (67145) | 𐙉               | LINEAR A SIGN AB120      | Linear-A-Schriftzeichen AB120      |
| U+1064A (67146) | 𐙊               | LINEAR A SIGN A120B      | Linear-A-Schriftzeichen A120B      |
| U+1064B (67147) | 𐙋               | LINEAR A SIGN AB122      | Linear-A-Schriftzeichen AB122      |
| U+1064C (67148) | 𐙌               | LINEAR A SIGN AB123      | Linear-A-Schriftzeichen AB123      |
| U+1064D (67149) | 𐙍               | LINEAR A SIGN AB131A     | Linear-A-Schriftzeichen AB131A     |
| U+1064E (67150) | 𐙎               | LINEAR A SIGN AB131B     | Linear-A-Schriftzeichen AB131B     |
| U+1064F (67151) | 𐙏               | LINEAR A SIGN A131C      | Linear-A-Schriftzeichen A131C      |
| U+10650 (67152) | 𐙐               | LINEAR A SIGN AB164      | Linear-A-Schriftzeichen AB164      |
| U+10651 (67153) | 𐙑               | LINEAR A SIGN AB171      | Linear-A-Schriftzeichen AB171      |
| U+10652 (67154) | 𐙒               | LINEAR A SIGN AB180      | Linear-A-Schriftzeichen AB180      |
| U+10653 (67155) | 𐙓               | LINEAR A SIGN AB188      | Linear-A-Schriftzeichen AB188      |
| U+10654 (67156) | 𐙔               | LINEAR A SIGN AB191      | Linear-A-Schriftzeichen AB191      |
| U+10655 (67157) | 𐙕               | LINEAR A SIGN A301       | Linear-A-Schriftzeichen A301       |
| U+10656 (67158) | 𐙖               | LINEAR A SIGN A302       | Linear-A-Schriftzeichen A302       |
| U+10657 (67159) | 𐙗               | LINEAR A SIGN A303       | Linear-A-Schriftzeichen A303       |
| U+10658 (67160) | 𐙘               | LINEAR A SIGN A304       | Linear-A-Schriftzeichen A304       |
| U+10659 (67161) | 𐙙               | LINEAR A SIGN A305       | Linear-A-Schriftzeichen A305       |
| U+1065A (67162) | 𐙚               | LINEAR A SIGN A306       | Linear-A-Schriftzeichen A306       |
| U+1065B (67163) | 𐙛               | LINEAR A SIGN A307       | Linear-A-Schriftzeichen A307       |
| U+1065C (67164) | 𐙜               | LINEAR A SIGN A308       | Linear-A-Schriftzeichen A308       |
| U+1065D (67165) | 𐙝               | LINEAR A SIGN A309A      | Linear-A-Schriftzeichen A309A      |
| U+1065E (67166) | 𐙞               | LINEAR A SIGN A309B      | Linear-A-Schriftzeichen A309B      |
| U+1065F (67167) | 𐙟               | LINEAR A SIGN A309C      | Linear-A-Schriftzeichen A309C      |
| U+10660 (67168) | 𐙠               | LINEAR A SIGN A310       | Linear-A-Schriftzeichen A310       |
| U+10661 (67169) | 𐙡               | LINEAR A SIGN A311       | Linear-A-Schriftzeichen A311       |
| U+10662 (67170) | 𐙢               | LINEAR A SIGN A312       | Linear-A-Schriftzeichen A312       |
| U+10663 (67171) | 𐙣               | LINEAR A SIGN A313A      | Linear-A-Schriftzeichen A313A      |
| U+10664 (67172) | 𐙤               | LINEAR A SIGN A313B      | Linear-A-Schriftzeichen A313B      |
| U+10665 (67173) | 𐙥               | LINEAR A SIGN A313C      | Linear-A-Schriftzeichen A313C      |
| U+10666 (67174) | 𐙦               | LINEAR A SIGN A314       | Linear-A-Schriftzeichen A314       |
| U+10667 (67175) | 𐙧               | LINEAR A SIGN A315       | Linear-A-Schriftzeichen A315       |
| U+10668 (67176) | 𐙨               | LINEAR A SIGN A316       | Linear-A-Schriftzeichen A316       |
| U+10669 (67177) | 𐙩               | LINEAR A SIGN A317       | Linear-A-Schriftzeichen A317       |
| U+1066A (67178) | 𐙪               | LINEAR A SIGN A318       | Linear-A-Schriftzeichen A318       |
| U+1066B (67179) | 𐙫               | LINEAR A SIGN A319       | Linear-A-Schriftzeichen A319       |
| U+1066C (67180) | 𐙬               | LINEAR A SIGN A320       | Linear-A-Schriftzeichen A320       |
| U+1066D (67181) | 𐙭               | LINEAR A SIGN A321       | Linear-A-Schriftzeichen A321       |
| U+1066E (67182) | 𐙮               | LINEAR A SIGN A322       | Linear-A-Schriftzeichen A322       |
| U+1066F (67183) | 𐙯               | LINEAR A SIGN A323       | Linear-A-Schriftzeichen A323       |
| U+10670 (67184) | 𐙰               | LINEAR A SIGN A324       | Linear-A-Schriftzeichen A324       |
| U+10671 (67185) | 𐙱               | LINEAR A SIGN A325       | Linear-A-Schriftzeichen A325       |
| U+10672 (67186) | 𐙲               | LINEAR A SIGN A326       | Linear-A-Schriftzeichen A326       |
| U+10673 (67187) | 𐙳               | LINEAR A SIGN A327       | Linear-A-Schriftzeichen A327       |
| U+10674 (67188) | 𐙴               | LINEAR A SIGN A328       | Linear-A-Schriftzeichen A328       |
| U+10675 (67189) | 𐙵               | LINEAR A SIGN A329       | Linear-A-Schriftzeichen A329       |
| U+10676 (67190) | 𐙶               | LINEAR A SIGN A330       | Linear-A-Schriftzeichen A330       |
| U+10677 (67191) | 𐙷               | LINEAR A SIGN A331       | Linear-A-Schriftzeichen A331       |
| U+10678 (67192) | 𐙸               | LINEAR A SIGN A332       | Linear-A-Schriftzeichen A332       |
| U+10679 (67193) | 𐙹               | LINEAR A SIGN A333       | Linear-A-Schriftzeichen A333       |
| U+1067A (67194) | 𐙺               | LINEAR A SIGN A334       | Linear-A-Schriftzeichen A334       |
| U+1067B (67195) | 𐙻               | LINEAR A SIGN A335       | Linear-A-Schriftzeichen A335       |
| U+1067C (67196) | 𐙼               | LINEAR A SIGN A336       | Linear-A-Schriftzeichen A336       |
| U+1067D (67197) | 𐙽               | LINEAR A SIGN A337       | Linear-A-Schriftzeichen A337       |
| U+1067E (67198) | 𐙾               | LINEAR A SIGN A338       | Linear-A-Schriftzeichen A338       |
| U+1067F (67199) | 𐙿               | LINEAR A SIGN A339       | Linear-A-Schriftzeichen A339       |
| U+10680 (67200) | 𐚀               | LINEAR A SIGN A340       | Linear-A-Schriftzeichen A340       |
| U+10681 (67201) | 𐚁               | LINEAR A SIGN A341       | Linear-A-Schriftzeichen A341       |
| U+10682 (67202) | 𐚂               | LINEAR A SIGN A342       | Linear-A-Schriftzeichen A342       |
| U+10683 (67203) | 𐚃               | LINEAR A SIGN A343       | Linear-A-Schriftzeichen A343       |
| U+10684 (67204) | 𐚄               | LINEAR A SIGN A344       | Linear-A-Schriftzeichen A344       |
| U+10685 (67205) | 𐚅               | LINEAR A SIGN A345       | Linear-A-Schriftzeichen A345       |
| U+10686 (67206) | 𐚆               | LINEAR A SIGN A346       | Linear-A-Schriftzeichen A346       |
| U+10687 (67207) | 𐚇               | LINEAR A SIGN A347       | Linear-A-Schriftzeichen A347       |
| U+10688 (67208) | 𐚈               | LINEAR A SIGN A348       | Linear-A-Schriftzeichen A348       |
| U+10689 (67209) | 𐚉               | LINEAR A SIGN A349       | Linear-A-Schriftzeichen A349       |
| U+1068A (67210) | 𐚊               | LINEAR A SIGN A350       | Linear-A-Schriftzeichen A350       |
| U+1068B (67211) | 𐚋               | LINEAR A SIGN A351       | Linear-A-Schriftzeichen A351       |
| U+1068C (67212) | 𐚌               | LINEAR A SIGN A352       | Linear-A-Schriftzeichen A352       |
| U+1068D (67213) | 𐚍               | LINEAR A SIGN A353       | Linear-A-Schriftzeichen A353       |
| U+1068E (67214) | 𐚎               | LINEAR A SIGN A354       | Linear-A-Schriftzeichen A354       |
| U+1068F (67215) | 𐚏               | LINEAR A SIGN A355       | Linear-A-Schriftzeichen A355       |
| U+10690 (67216) | 𐚐               | LINEAR A SIGN A356       | Linear-A-Schriftzeichen A356       |
| U+10691 (67217) | 𐚑               | LINEAR A SIGN A357       | Linear-A-Schriftzeichen A357       |
| U+10692 (67218) | 𐚒               | LINEAR A SIGN A358       | Linear-A-Schriftzeichen A358       |
| U+10693 (67219) | 𐚓               | LINEAR A SIGN A359       | Linear-A-Schriftzeichen A359       |
| U+10694 (67220) | 𐚔               | LINEAR A SIGN A360       | Linear-A-Schriftzeichen A360       |
| U+10695 (67221) | 𐚕               | LINEAR A SIGN A361       | Linear-A-Schriftzeichen A361       |
| U+10696 (67222) | 𐚖               | LINEAR A SIGN A362       | Linear-A-Schriftzeichen A362       |
| U+10697 (67223) | 𐚗               | LINEAR A SIGN A363       | Linear-A-Schriftzeichen A363       |
| U+10698 (67224) | 𐚘               | LINEAR A SIGN A364       | Linear-A-Schriftzeichen A364       |
| U+10699 (67225) | 𐚙               | LINEAR A SIGN A365       | Linear-A-Schriftzeichen A365       |
| U+1069A (67226) | 𐚚               | LINEAR A SIGN A366       | Linear-A-Schriftzeichen A366       |
| U+1069B (67227) | 𐚛               | LINEAR A SIGN A367       | Linear-A-Schriftzeichen A367       |
| U+1069C (67228) | 𐚜               | LINEAR A SIGN A368       | Linear-A-Schriftzeichen A368       |
| U+1069D (67229) | 𐚝               | LINEAR A SIGN A369       | Linear-A-Schriftzeichen A369       |
| U+1069E (67230) | 𐚞               | LINEAR A SIGN A370       | Linear-A-Schriftzeichen A370       |
| U+1069F (67231) | 𐚟               | LINEAR A SIGN A371       | Linear-A-Schriftzeichen A371       |
| U+106A0 (67232) | 𐚠               | LINEAR A SIGN A400-VAS   | Linear-A-Schriftzeichen A400-VAS   |
| U+106A1 (67233) | 𐚡               | LINEAR A SIGN A401-VAS   | Linear-A-Schriftzeichen A401-VAS   |
| U+106A2 (67234) | 𐚢               | LINEAR A SIGN A402-VAS   | Linear-A-Schriftzeichen A402-VAS   |
| U+106A3 (67235) | 𐚣               | LINEAR A SIGN A403-VAS   | Linear-A-Schriftzeichen A403-VAS   |
| U+106A4 (67236) | 𐚤               | LINEAR A SIGN A404-VAS   | Linear-A-Schriftzeichen A404-VAS   |
| U+106A5 (67237) | 𐚥               | LINEAR A SIGN A405-VAS   | Linear-A-Schriftzeichen A405-VAS   |
| U+106A6 (67238) | 𐚦               | LINEAR A SIGN A406-VAS   | Linear-A-Schriftzeichen A406-VAS   |
| U+106A7 (67239) | 𐚧               | LINEAR A SIGN A407-VAS   | Linear-A-Schriftzeichen A407-VAS   |
| U+106A8 (67240) | 𐚨               | LINEAR A SIGN A408-VAS   | Linear-A-Schriftzeichen A408-VAS   |
| U+106A9 (67241) | 𐚩               | LINEAR A SIGN A409-VAS   | Linear-A-Schriftzeichen A409-VAS   |
| U+106AA (67242) | 𐚪               | LINEAR A SIGN A410-VAS   | Linear-A-Schriftzeichen A410-VAS   |
| U+106AB (67243) | 𐚫               | LINEAR A SIGN A411-VAS   | Linear-A-Schriftzeichen A411-VAS   |
| U+106AC (67244) | 𐚬               | LINEAR A SIGN A412-VAS   | Linear-A-Schriftzeichen A412-VAS   |
| U+106AD (67245) | 𐚭               | LINEAR A SIGN A413-VAS   | Linear-A-Schriftzeichen A413-VAS   |
| U+106AE (67246) | 𐚮               | LINEAR A SIGN A414-VAS   | Linear-A-Schriftzeichen A414-VAS   |
| U+106AF (67247) | 𐚯               | LINEAR A SIGN A415-VAS   | Linear-A-Schriftzeichen A415-VAS   |
| U+106B0 (67248) | 𐚰               | LINEAR A SIGN A416-VAS   | Linear-A-Schriftzeichen A416-VAS   |
| U+106B1 (67249) | 𐚱               | LINEAR A SIGN A417-VAS   | Linear-A-Schriftzeichen A417-VAS   |
| U+106B2 (67250) | 𐚲               | LINEAR A SIGN A418-VAS   | Linear-A-Schriftzeichen A418-VAS   |
| U+106B3 (67251) | 𐚳               | LINEAR A SIGN A501       | Linear-A-Schriftzeichen A501       |
| U+106B4 (67252) | 𐚴               | LINEAR A SIGN A502       | Linear-A-Schriftzeichen A502       |
| U+106B5 (67253) | 𐚵               | LINEAR A SIGN A503       | Linear-A-Schriftzeichen A503       |
| U+106B6 (67254) | 𐚶               | LINEAR A SIGN A504       | Linear-A-Schriftzeichen A504       |
| U+106B7 (67255) | 𐚷               | LINEAR A SIGN A505       | Linear-A-Schriftzeichen A505       |
| U+106B8 (67256) | 𐚸               | LINEAR A SIGN A506       | Linear-A-Schriftzeichen A506       |
| U+106B9 (67257) | 𐚹               | LINEAR A SIGN A508       | Linear-A-Schriftzeichen A508       |
| U+106BA (67258) | 𐚺               | LINEAR A SIGN A509       | Linear-A-Schriftzeichen A509       |
| U+106BB (67259) | 𐚻               | LINEAR A SIGN A510       | Linear-A-Schriftzeichen A510       |
| U+106BC (67260) | 𐚼               | LINEAR A SIGN A511       | Linear-A-Schriftzeichen A511       |
| U+106BD (67261) | 𐚽               | LINEAR A SIGN A512       | Linear-A-Schriftzeichen A512       |
| U+106BE (67262) | 𐚾               | LINEAR A SIGN A513       | Linear-A-Schriftzeichen A513       |
| U+106BF (67263) | 𐚿               | LINEAR A SIGN A515       | Linear-A-Schriftzeichen A515       |
| U+106C0 (67264) | 𐛀               | LINEAR A SIGN A516       | Linear-A-Schriftzeichen A516       |
| U+106C1 (67265) | 𐛁               | LINEAR A SIGN A520       | Linear-A-Schriftzeichen A520       |
| U+106C2 (67266) | 𐛂               | LINEAR A SIGN A521       | Linear-A-Schriftzeichen A521       |
| U+106C3 (67267) | 𐛃               | LINEAR A SIGN A523       | Linear-A-Schriftzeichen A523       |
| U+106C4 (67268) | 𐛄               | LINEAR A SIGN A524       | Linear-A-Schriftzeichen A524       |
| U+106C5 (67269) | 𐛅               | LINEAR A SIGN A525       | Linear-A-Schriftzeichen A525       |
| U+106C6 (67270) | 𐛆               | LINEAR A SIGN A526       | Linear-A-Schriftzeichen A526       |
| U+106C7 (67271) | 𐛇               | LINEAR A SIGN A527       | Linear-A-Schriftzeichen A527       |
| U+106C8 (67272) | 𐛈               | LINEAR A SIGN A528       | Linear-A-Schriftzeichen A528       |
| U+106C9 (67273) | 𐛉               | LINEAR A SIGN A529       | Linear-A-Schriftzeichen A529       |
| U+106CA (67274) | 𐛊               | LINEAR A SIGN A530       | Linear-A-Schriftzeichen A530       |
| U+106CB (67275) | 𐛋               | LINEAR A SIGN A531       | Linear-A-Schriftzeichen A531       |
| U+106CC (67276) | 𐛌               | LINEAR A SIGN A532       | Linear-A-Schriftzeichen A532       |
| U+106CD (67277) | 𐛍               | LINEAR A SIGN A534       | Linear-A-Schriftzeichen A534       |
| U+106CE (67278) | 𐛎               | LINEAR A SIGN A535       | Linear-A-Schriftzeichen A535       |
| U+106CF (67279) | 𐛏               | LINEAR A SIGN A536       | Linear-A-Schriftzeichen A536       |
| U+106D0 (67280) | 𐛐               | LINEAR A SIGN A537       | Linear-A-Schriftzeichen A537       |
| U+106D1 (67281) | 𐛑               | LINEAR A SIGN A538       | Linear-A-Schriftzeichen A538       |
| U+106D2 (67282) | 𐛒               | LINEAR A SIGN A539       | Linear-A-Schriftzeichen A539       |
| U+106D3 (67283) | 𐛓               | LINEAR A SIGN A540       | Linear-A-Schriftzeichen A540       |
| U+106D4 (67284) | 𐛔               | LINEAR A SIGN A541       | Linear-A-Schriftzeichen A541       |
| U+106D5 (67285) | 𐛕               | LINEAR A SIGN A542       | Linear-A-Schriftzeichen A542       |
| U+106D6 (67286) | 𐛖               | LINEAR A SIGN A545       | Linear-A-Schriftzeichen A545       |
| U+106D7 (67287) | 𐛗               | LINEAR A SIGN A547       | Linear-A-Schriftzeichen A547       |
| U+106D8 (67288) | 𐛘               | LINEAR A SIGN A548       | Linear-A-Schriftzeichen A548       |
| U+106D9 (67289) | 𐛙               | LINEAR A SIGN A549       | Linear-A-Schriftzeichen A549       |
| U+106DA (67290) | 𐛚               | LINEAR A SIGN A550       | Linear-A-Schriftzeichen A550       |
| U+106DB (67291) | 𐛛               | LINEAR A SIGN A551       | Linear-A-Schriftzeichen A551       |
| U+106DC (67292) | 𐛜               | LINEAR A SIGN A552       | Linear-A-Schriftzeichen A552       |
| U+106DD (67293) | 𐛝               | LINEAR A SIGN A553       | Linear-A-Schriftzeichen A553       |
| U+106DE (67294) | 𐛞               | LINEAR A SIGN A554       | Linear-A-Schriftzeichen A554       |
| U+106DF (67295) | 𐛟               | LINEAR A SIGN A555       | Linear-A-Schriftzeichen A555       |
| U+106E0 (67296) | 𐛠               | LINEAR A SIGN A556       | Linear-A-Schriftzeichen A556       |
| U+106E1 (67297) | 𐛡               | LINEAR A SIGN A557       | Linear-A-Schriftzeichen A557       |
| U+106E2 (67298) | 𐛢               | LINEAR A SIGN A559       | Linear-A-Schriftzeichen A559       |
| U+106E3 (67299) | 𐛣               | LINEAR A SIGN A563       | Linear-A-Schriftzeichen A563       |
| U+106E4 (67300) | 𐛤               | LINEAR A SIGN A564       | Linear-A-Schriftzeichen A564       |
| U+106E5 (67301) | 𐛥               | LINEAR A SIGN A565       | Linear-A-Schriftzeichen A565       |
| U+106E6 (67302) | 𐛦               | LINEAR A SIGN A566       | Linear-A-Schriftzeichen A566       |
| U+106E7 (67303) | 𐛧               | LINEAR A SIGN A568       | Linear-A-Schriftzeichen A568       |
| U+106E8 (67304) | 𐛨               | LINEAR A SIGN A569       | Linear-A-Schriftzeichen A569       |
| U+106E9 (67305) | 𐛩               | LINEAR A SIGN A570       | Linear-A-Schriftzeichen A570       |
| U+106EA (67306) | 𐛪               | LINEAR A SIGN A571       | Linear-A-Schriftzeichen A571       |
| U+106EB (67307) | 𐛫               | LINEAR A SIGN A572       | Linear-A-Schriftzeichen A572       |
| U+106EC (67308) | 𐛬               | LINEAR A SIGN A573       | Linear-A-Schriftzeichen A573       |
| U+106ED (67309) | 𐛭               | LINEAR A SIGN A574       | Linear-A-Schriftzeichen A574       |
| U+106EE (67310) | 𐛮               | LINEAR A SIGN A575       | Linear-A-Schriftzeichen A575       |
| U+106EF (67311) | 𐛯               | LINEAR A SIGN A576       | Linear-A-Schriftzeichen A576       |
| U+106F0 (67312) | 𐛰               | LINEAR A SIGN A577       | Linear-A-Schriftzeichen A577       |
| U+106F1 (67313) | 𐛱               | LINEAR A SIGN A578       | Linear-A-Schriftzeichen A578       |
| U+106F2 (67314) | 𐛲               | LINEAR A SIGN A579       | Linear-A-Schriftzeichen A579       |
| U+106F3 (67315) | 𐛳               | LINEAR A SIGN A580       | Linear-A-Schriftzeichen A580       |
| U+106F4 (67316) | 𐛴               | LINEAR A SIGN A581       | Linear-A-Schriftzeichen A581       |
| U+106F5 (67317) | 𐛵               | LINEAR A SIGN A582       | Linear-A-Schriftzeichen A582       |
| U+106F6 (67318) | 𐛶               | LINEAR A SIGN A583       | Linear-A-Schriftzeichen A583       |
| U+106F7 (67319) | 𐛷               | LINEAR A SIGN A584       | Linear-A-Schriftzeichen A584       |
| U+106F8 (67320) | 𐛸               | LINEAR A SIGN A585       | Linear-A-Schriftzeichen A585       |
| U+106F9 (67321) | 𐛹               | LINEAR A SIGN A586       | Linear-A-Schriftzeichen A586       |
| U+106FA (67322) | 𐛺               | LINEAR A SIGN A587       | Linear-A-Schriftzeichen A587       |
| U+106FB (67323) | 𐛻               | LINEAR A SIGN A588       | Linear-A-Schriftzeichen A588       |
| U+106FC (67324) | 𐛼               | LINEAR A SIGN A589       | Linear-A-Schriftzeichen A589       |
| U+106FD (67325) | 𐛽               | LINEAR A SIGN A591       | Linear-A-Schriftzeichen A591       |
| U+106FE (67326) | 𐛾               | LINEAR A SIGN A592       | Linear-A-Schriftzeichen A592       |
| U+106FF (67327) | 𐛿               | LINEAR A SIGN A594       | Linear-A-Schriftzeichen A594       |
| U+10700 (67328) | 𐜀               | LINEAR A SIGN A595       | Linear-A-Schriftzeichen A595       |
| U+10701 (67329) | 𐜁               | LINEAR A SIGN A596       | Linear-A-Schriftzeichen A596       |
| U+10702 (67330) | 𐜂               | LINEAR A SIGN A598       | Linear-A-Schriftzeichen A598       |
| U+10703 (67331) | 𐜃               | LINEAR A SIGN A600       | Linear-A-Schriftzeichen A600       |
| U+10704 (67332) | 𐜄               | LINEAR A SIGN A601       | Linear-A-Schriftzeichen A601       |
| U+10705 (67333) | 𐜅               | LINEAR A SIGN A602       | Linear-A-Schriftzeichen A602       |
| U+10706 (67334) | 𐜆               | LINEAR A SIGN A603       | Linear-A-Schriftzeichen A603       |
| U+10707 (67335) | 𐜇               | LINEAR A SIGN A604       | Linear-A-Schriftzeichen A604       |
| U+10708 (67336) | 𐜈               | LINEAR A SIGN A606       | Linear-A-Schriftzeichen A606       |
| U+10709 (67337) | 𐜉               | LINEAR A SIGN A608       | Linear-A-Schriftzeichen A608       |
| U+1070A (67338) | 𐜊               | LINEAR A SIGN A609       | Linear-A-Schriftzeichen A609       |
| U+1070B (67339) | 𐜋               | LINEAR A SIGN A610       | Linear-A-Schriftzeichen A610       |
| U+1070C (67340) | 𐜌               | LINEAR A SIGN A611       | Linear-A-Schriftzeichen A611       |
| U+1070D (67341) | 𐜍               | LINEAR A SIGN A612       | Linear-A-Schriftzeichen A612       |
| U+1070E (67342) | 𐜎               | LINEAR A SIGN A613       | Linear-A-Schriftzeichen A613       |
| U+1070F (67343) | 𐜏               | LINEAR A SIGN A614       | Linear-A-Schriftzeichen A614       |
| U+10710 (67344) | 𐜐               | LINEAR A SIGN A615       | Linear-A-Schriftzeichen A615       |
| U+10711 (67345) | 𐜑               | LINEAR A SIGN A616       | Linear-A-Schriftzeichen A616       |
| U+10712 (67346) | 𐜒               | LINEAR A SIGN A617       | Linear-A-Schriftzeichen A617       |
| U+10713 (67347) | 𐜓               | LINEAR A SIGN A618       | Linear-A-Schriftzeichen A618       |
| U+10714 (67348) | 𐜔               | LINEAR A SIGN A619       | Linear-A-Schriftzeichen A619       |
| U+10715 (67349) | 𐜕               | LINEAR A SIGN A620       | Linear-A-Schriftzeichen A620       |
| U+10716 (67350) | 𐜖               | LINEAR A SIGN A621       | Linear-A-Schriftzeichen A621       |
| U+10717 (67351) | 𐜗               | LINEAR A SIGN A622       | Linear-A-Schriftzeichen A622       |
| U+10718 (67352) | 𐜘               | LINEAR A SIGN A623       | Linear-A-Schriftzeichen A623       |
| U+10719 (67353) | 𐜙               | LINEAR A SIGN A624       | Linear-A-Schriftzeichen A624       |
| U+1071A (67354) | 𐜚               | LINEAR A SIGN A626       | Linear-A-Schriftzeichen A626       |
| U+1071B (67355) | 𐜛               | LINEAR A SIGN A627       | Linear-A-Schriftzeichen A627       |
| U+1071C (67356) | 𐜜               | LINEAR A SIGN A628       | Linear-A-Schriftzeichen A628       |
| U+1071D (67357) | 𐜝               | LINEAR A SIGN A629       | Linear-A-Schriftzeichen A629       |
| U+1071E (67358) | 𐜞               | LINEAR A SIGN A634       | Linear-A-Schriftzeichen A634       |
| U+1071F (67359) | 𐜟               | LINEAR A SIGN A637       | Linear-A-Schriftzeichen A637       |
| U+10720 (67360) | 𐜠               | LINEAR A SIGN A638       | Linear-A-Schriftzeichen A638       |
| U+10721 (67361) | 𐜡               | LINEAR A SIGN A640       | Linear-A-Schriftzeichen A640       |
| U+10722 (67362) | 𐜢               | LINEAR A SIGN A642       | Linear-A-Schriftzeichen A642       |
| U+10723 (67363) | 𐜣               | LINEAR A SIGN A643       | Linear-A-Schriftzeichen A643       |
| U+10724 (67364) | 𐜤               | LINEAR A SIGN A644       | Linear-A-Schriftzeichen A644       |
| U+10725 (67365) | 𐜥               | LINEAR A SIGN A645       | Linear-A-Schriftzeichen A645       |
| U+10726 (67366) | 𐜦               | LINEAR A SIGN A646       | Linear-A-Schriftzeichen A646       |
| U+10727 (67367) | 𐜧               | LINEAR A SIGN A648       | Linear-A-Schriftzeichen A648       |
| U+10728 (67368) | 𐜨               | LINEAR A SIGN A649       | Linear-A-Schriftzeichen A649       |
| U+10729 (67369) | 𐜩               | LINEAR A SIGN A651       | Linear-A-Schriftzeichen A651       |
| U+1072A (67370) | 𐜪               | LINEAR A SIGN A652       | Linear-A-Schriftzeichen A652       |
| U+1072B (67371) | 𐜫               | LINEAR A SIGN A653       | Linear-A-Schriftzeichen A653       |
| U+1072C (67372) | 𐜬               | LINEAR A SIGN A654       | Linear-A-Schriftzeichen A654       |
| U+1072D (67373) | 𐜭               | LINEAR A SIGN A655       | Linear-A-Schriftzeichen A655       |
| U+1072E (67374) | 𐜮               | LINEAR A SIGN A656       | Linear-A-Schriftzeichen A656       |
| U+1072F (67375) | 𐜯               | LINEAR A SIGN A657       | Linear-A-Schriftzeichen A657       |
| U+10730 (67376) | 𐜰               | LINEAR A SIGN A658       | Linear-A-Schriftzeichen A658       |
| U+10731 (67377) | 𐜱               | LINEAR A SIGN A659       | Linear-A-Schriftzeichen A659       |
| U+10732 (67378) | 𐜲               | LINEAR A SIGN A660       | Linear-A-Schriftzeichen A660       |
| U+10733 (67379) | 𐜳               | LINEAR A SIGN A661       | Linear-A-Schriftzeichen A661       |
| U+10734 (67380) | 𐜴               | LINEAR A SIGN A662       | Linear-A-Schriftzeichen A662       |
| U+10735 (67381) | 𐜵               | LINEAR A SIGN A663       | Linear-A-Schriftzeichen A663       |
| U+10736 (67382) | 𐜶               | LINEAR A SIGN A664       | Linear-A-Schriftzeichen A664       |
| U+10740 (67392) | 𐝀               | LINEAR A SIGN A701 A     | Linear-A-Schriftzeichen A701 A     |
| U+10741 (67393) | 𐝁               | LINEAR A SIGN A702 B     | Linear-A-Schriftzeichen A702 B     |
| U+10742 (67394) | 𐝂               | LINEAR A SIGN A703 D     | Linear-A-Schriftzeichen A703 D     |
| U+10743 (67395) | 𐝃               | LINEAR A SIGN A704 E     | Linear-A-Schriftzeichen A704 E     |
| U+10744 (67396) | 𐝄               | LINEAR A SIGN A705 F     | Linear-A-Schriftzeichen A705 F     |
| U+10745 (67397) | 𐝅               | LINEAR A SIGN A706 H     | Linear-A-Schriftzeichen A706 H     |
| U+10746 (67398) | 𐝆               | LINEAR A SIGN A707 J     | Linear-A-Schriftzeichen A707 J     |
| U+10747 (67399) | 𐝇               | LINEAR A SIGN A708 K     | Linear-A-Schriftzeichen A708 K     |
| U+10748 (67400) | 𐝈               | LINEAR A SIGN A709 L     | Linear-A-Schriftzeichen A709 L     |
| U+10749 (67401) | 𐝉               | LINEAR A SIGN A709-2 L2  | Linear-A-Schriftzeichen A709-2 L2  |
| U+1074A (67402) | 𐝊               | LINEAR A SIGN A709-3 L3  | Linear-A-Schriftzeichen A709-3 L3  |
| U+1074B (67403) | 𐝋               | LINEAR A SIGN A709-4 L4  | Linear-A-Schriftzeichen A709-4 L4  |
| U+1074C (67404) | 𐝌               | LINEAR A SIGN A709-6 L6  | Linear-A-Schriftzeichen A709-6 L6  |
| U+1074D (67405) | 𐝍               | LINEAR A SIGN A710 W     | Linear-A-Schriftzeichen A710 W     |
| U+1074E (67406) | 𐝎               | LINEAR A SIGN A711 X     | Linear-A-Schriftzeichen A711 X     |
| U+1074F (67407) | 𐝏               | LINEAR A SIGN A712 Y     | Linear-A-Schriftzeichen A712 Y     |
| U+10750 (67408) | 𐝐               | LINEAR A SIGN A713 OMEGA | Linear-A-Schriftzeichen A713 OMEGA |
| U+10751 (67409) | 𐝑               | LINEAR A SIGN A714 ABB   | Linear-A-Schriftzeichen A714 ABB   |
| U+10752 (67410) | 𐝒               | LINEAR A SIGN A715 BB    | Linear-A-Schriftzeichen A715 BB    |
| U+10753 (67411) | 𐝓               | LINEAR A SIGN A717 DD    | Linear-A-Schriftzeichen A717 DD    |
| U+10754 (67412) | 𐝔               | LINEAR A SIGN A726 EYYY  | Linear-A-Schriftzeichen A726 EYYY  |
| U+10755 (67413) | 𐝕               | LINEAR A SIGN A732 JE    | Linear-A-Schriftzeichen A732 JE    |
| U+10760 (67424) | 𐝠               | LINEAR A SIGN A800       | Linear-A-Schriftzeichen A800       |
| U+10761 (67425) | 𐝡               | LINEAR A SIGN A801       | Linear-A-Schriftzeichen A801       |
| U+10762 (67426) | 𐝢               | LINEAR A SIGN A802       | Linear-A-Schriftzeichen A802       |
| U+10763 (67427) | 𐝣               | LINEAR A SIGN A803       | Linear-A-Schriftzeichen A803       |
| U+10764 (67428) | 𐝤               | LINEAR A SIGN A804       | Linear-A-Schriftzeichen A804       |
| U+10765 (67429) | 𐝥               | LINEAR A SIGN A805       | Linear-A-Schriftzeichen A805       |
| U+10766 (67430) | 𐝦               | LINEAR A SIGN A806       | Linear-A-Schriftzeichen A806       |
| U+10767 (67431) | 𐝧               | LINEAR A SIGN A807       | Linear-A-Schriftzeichen A807       |